# 延吉道
延吉道（えんきつ-どう）は中華民国北京政府により設置された吉林省の道。

## 沿革
1913年（民国2年）1月に東南路道として設置。観察使は延吉県に置かれ、下部に延吉、寧安、琿春、東寧、敦化、額穆、汪清、和竜の8県を管轄した。1914年（民国3年）5月28日に、観察使は道尹と改められた。1929年（民国18年）2月に廃止されている。

## 行政区画
廃止直前の下部行政区画は下記の通り。（50音順）
- 延吉県
- 汪清県
- 額穆県
- 琿春県
- 東寧県
- 敦化県
- 寧安県
- 和竜県